# Síndrome de Maroteaux-Lamy
La síndrome de Maroteaux-Lamy o mucopolisacaridosi tipus VI (MPS VI),
també coneguda com a nanisme polidistròfic, és una mucopolisacaridosi autosòmica recessiva causada per una deficiència de l'enzim arilsulfatasa B, responsable de la degradació de glicosaminoglicans als lisosomes. Per tant, la MPS VI és una malaltia congènita que pertany al grup de les mucopolisacaridosis (MPS) i de les tesaurismosis (malalties d'acumulació lisosomal). Rep el seu nom del Dr. Pierre Maroteaux (1926-) i el seu mestre, el Dr. Maurice Emil Joseph Lamy (1895-1975), tots dos metges francesos.

## Epidemiologia
Els estudis epidemiològics de la MPS VI fins al 2005 han descrit la prevalença al naixement però no la prevalença poblacional. La prevalença al naixement de la MPS VI oscil·la entre 1 de cada 43.261 naixements en els immigrants turcs vivint a Alemanya i 1 de cada 1.505.160 naixements a Suècia.
Tot i que cap grup ètnic específic s'ha associat amb un alt risc de patir MPS VI, una mutació comuna s'ha trobat en pacients del Brasil i Portugal.
S'estima que a nivell mundial es produeix 1 cas per cada 340.000 naixements, pel que deuen existir unes 20.500 persones afectades en tot el món.

## Bioquímica

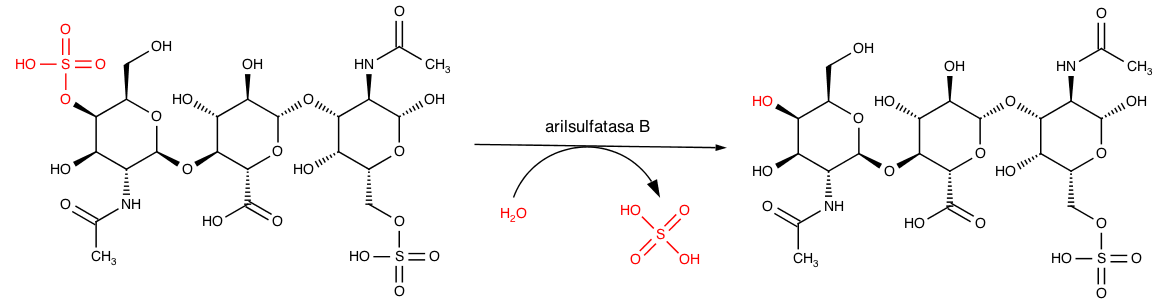
Reacció catalitzada per l'arilsulfatasa B. En vermell, els grups químics implicats en la reacció.

La MPS VI ve determinada per mutacions en el gen arilsulfatasa B (ARSB), localitzat al cromosoma 5, que resulten en una activitat baixa o absent de l'enzim arilsulfatasa B (ASB), també anomenat N-acetilgalactosamina-4-sulfatasa (E.C.3.1.6.12). L'ASB catalitza la hidròlisi dels grups 4-sulfat de les unitats de N-acetil-D-galactosamina-4-sulfat del sulfat de condroïtina (CS) i el sulfat de dermatan (DS), dos glicosaminoglicans (GAG).
La deficiència d'ASB provoca la degradació incompleta i acumulació cel·lular de DS, i dany cel·lular. Tot i que el CS també és un substrat de l'ASB, també pot ser hidrolitzada per la hialuronidasa i la β-glucuronidasa en trisacàrids i oligosacàrids, que també s'acumulen però no són reconeguts com a material d'emmagatzematge clàssic.

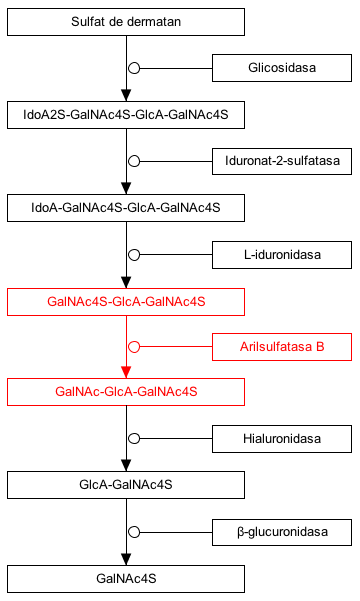
Via de degradació del sulfat de dermatan. En vermell, la reacció catalitzada per l'arilsulfatasa B.

### Estructura i degradació del sulfat de dermatan
El DS és un GAG compost per polisacàrids lineals construïts a partir d'unitats de disacàrids que contenen un àcid urònic i una hexosamina units per enllaços O-glicosídics β-1,3. D'una banda, es poden trobar tres variables en la posició de l'àcid urònic: D-glucuronat (GlcA), L-iduronat (IdoA) o IdoA-4-sulfat. D'altra banda, es poden trobar quatre variables en la posició de l'hexosamina: N-acetil-D-galactosamina (GalNAc), GalNAc-4-sulfat, GalNAc-6-sulfat o GalNAc-4,6-disulfat.
La via de degradació del DS consta de sis reaccions en cadena, cinc de les quals estan catalitzades per enzims específics. El dèficit de cada un d'aquests enzims provoca un tipus diferent de mucopolisacaridosis. L'ASB catalitza la reacció química per la qual el trisacàrid GalNAc4S-GlcA-GalNAc4S perd un grup sulfat i es transforma en GalNAC-GlcA-GalNAc4S. Evidentment, si hi ha un dèficit d'ASB la via metabòlica a partir d'aquest punt gairebé no funciona.

### Característiques de l'arilsulfatasa B
La quantificació de l'ASB es duu a terme amb fibroblasts cutanis cultivats utilitzant una tècnica d'immunoquantificació i es calcula com a quantitat d'enzim per quantitat de proteïna cel·lular. Els pacients amb MPS VI expressen de 0 a 5 ng/mg, menys del 5% de la mitjana de proteïna d'ASB trobada en controls normals (105 ng/mg).
La cinètica de l'ASB s'analitza en leucòcits aïllats o en homogenats de fibroblasts cutanis cultivats utilitzant com a substrat un trisacàrid marcat radioactivament. Els fibroblasts de pacients amb MPS VI tenen una Km i una capacitat catalítica molt semblant a la normal. Malgrat això, presenten menys de l'1,5% de l'activitat enzimàtica (activitat enzimàtica pel contingut cel·lular d'ASB) observada en els fibroblasts de controls normals. Els fibroblasts de pacients afectats de forma moderada tenen una petita activitat enzimàtica, mentre que els fibroblasts de pacients afectats de forma severa tenen una activitat enzimàtica pràcticament indetectable.
Aquestes dades suggereixen que l'enzim alterat estructuralment sí que es sintetitza, però és ràpidament degradat després de ser inserit al reticle endoplasmàtic. Només una petita quantitat d'enzim, tot i que amb una activitat enzimàtica normal, pot arribar als lisosomes. Per tant, en pacients amb MPS VI només s'observaran aquelles mutacions que afecten l'estructura o conformació de l'enzim.

## Descripció clínica
La presentació clínica de la MPS VI depèn bàsicament de dos factors: l'edat i la taxa de progressió de la malaltia. D'una banda, un alt nivell de GAG urinaris (uGAG), de més de 200 g/mg de creatinina, i una alçada per sobre de 140 cm s'associen amb un quadre d'evolució ràpida. D'altra banda, es parla d'una malaltia amb quadre d'evolució lenta amb símptomes lleus o atenuats.

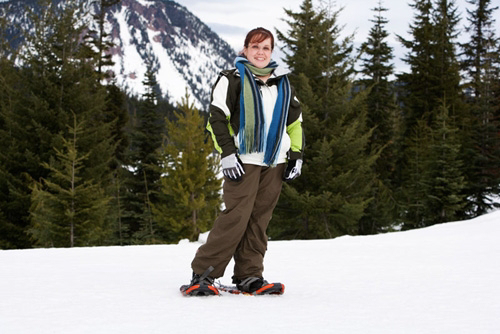
Noia d'uns 20 anys amb MPS VI amb un quadre d'evolució lenta.

### Evolució ràpida
La forma amb evolució ràpida es caracteritza principalment per problemes de mobilitat ja als 10 anys, absència o retard de la pubertat, compressió de la medul·la espinal cervical, insuficiència respiratòria i complicacions quirúrgiques. Els pacients amb aquest quadre moren d'un atac al cor a l'edat de 20 o 30. Aquesta forma de la malaltia és també responsable de l'aturada del creixement a l'edat de 4 anys, el que explica la baixa alçada que s'ha esmentat abans. Finalment, altres complicacions com problemes relacionats amb la deformitat del tòrax i la cara, deteriorament del nervi òptic, obstruccions pulmonars, regurgitacions, defectes en les vàlvules cardíaques, estan al dia en els pacients, i fan necessàries intervencions quirúrgiques d'alt risc.

### Evolució lenta
La forma amb evolució lenta resulta d'una acumulació més baixa de DS. Els símptomes comencen més tard, a l'edat de 10 o de vegades just abans de l'edat adulta. Tot i que poden no ser diagnosticats abans dels 5 anys, els pacients desenvolupen sempre clars símptomes de la malaltia, com complicacions esquelètiques, degeneració articular, malaltia valvular cardíaca, apnea del son, disminució de la funció pulmonar i resistència reduïda.

## Símptomes

### Malaltia esquelètica
En la MPS VI, li donem al terme disostosis múltiple, caracteritzada per ossos gruixuts i curts, amb, a vegades, contorns irregulars. S'observen formacions anormals en gairebé tot el cos i de vegades es produeixen fractures per una malformació de la columna vertebral, que poden conduir a una paràlisi.

### Malalties relacionades amb les orelles, el nas i la gola
En la MPS VI trobem disfuncions en l'oïda i obstruccions de les vies respiratòries, causades pels depòsits de GAG en la mucosa i altres teixits de revestiment.

### Malaltia pulmonar
Els pacients poden presentar malaltia pulmonar obstructiva o restrictiva. La malaltia obstructiva està relacionada amb una retracció de les vies respiratòries, i la malaltia restrictiva és causada per una caixa toràcica molt petita i distensions abdominals. El volum d'aire que els pulmons poden contenir és menor del normal i per això és important un control regular del volum de flux expiratori i aspiratori.

### Malaltia cardíaca
La MPS VI causa complicacions cardíaques en gairebé tots els pacients. De fet, és la causa de mort més important en la MPS VI. Sol afectar les vàlvules mitral, tricúspide i vàlvules aòrtiques, tot i que de vegades pot ser deguda a una formació anormal del cor. Com a resultat, la pressió de la sang és anormal, i el ritme cardíac pot ser massa alt, fet que condueix a una deficiència cardíaca.

### Malalties oftalmològiques
La malaltia oftalmològica en la MPS VI es relaciona amb el glaucoma i l'opacitat de la còrnia, que bàsicament porten a una lectura errònia de la pressió intraocular elevada, que farà que el pacient perdi facultats de la visió. Això és degut o bé a una acumulació de GAG en les cèl·lules gangliòniques del nervi òptic, o bé a una compressió del nervi òptic per una malformació dels ossos que estan al voltant del nervi òptic.

### Malalties del sistema nerviós central
Els pacients amb la MPS VI normalment presenten una intel·ligència normal. No obstant això, s'ha reportat deficiència intel·lectual seriosa en pacients amb una deficiència d'ASB, però no se sap si realment es deu a la malaltia en si. De fet, s'han trobat lesions de la matèria blanca en aquests pacients que expliquen la deficiència. Per tant, podríem considerar com a malalties del sistema nerviós només els problemes de visió i d'oïda.

## Etiologia
La MPS VI és una malaltia genètica de caràcter autosòmic recessiu resultant de diverses mutacions del cromosoma 5 a la posició 5q13-5q14. Les 133 mutacions causants de la malaltia, catalogades per la base de dades de les mutacions del genoma humà, són principalment mutacions amb canvi de sentit o sense sentit, encara que també s'han trobat delecions, insercions, etc.
Com que MPS VI és una malaltia genètica de caràcter autosòmic recessiu, ocasiona greus problemes a l'hora d'intentar relacionar els diferents genotips amb els fenotips que presenten els malalts, especialment en el cas dels heterozigots en els que, generalment, establir relacions entre els diversos genotips i els fenotips és impossible.

## Diagnòstic
Per al diagnòstic de l'MPS VI és necessari el següent:
- L'anàlisi de l'activitat enzimàtica de l'enzim ASB en leucòcits aïllats o en fibroblasts cutanis cultivats per demostrar el dèficit o l'absència de l'activitat de l'ASB. Els nivells d'activitat enzimàtica poden variar però generalment es troben per sota del 10% del límit de la normalitat.
- La identificació d'un enzim sulfatasa diferent per tal de descartar la deficiència múltiple de sulfatases.

El diagnòstic es recolza per:
- L'evidència clínica del fenotip: estatura baixa, macrocefàlia, etc.
- La presència elevada de GAG.
- L'acumulació de DS i l'absència de sulfat de queratan, sulfat d'heparan o àcid hialurònic fent ús de la cromatografia en capa fina.

### Diagnòstic diferencial
El diagnòstic diferencial es basa a discernir els trets característics que presenta l'MPS VI respecte a les altres malalties de la família de les MPS, que inclouen:
- Mucopolisacaridosis tipus I H, I S i I H/S (síndrome de Hurler i/o Schier).
- Mucopolisacaridosis tipus II (síndrome de Hunter).
- Mucopolisacaridosis tipus IVA (síndrome de Morquio).
- Mucopolisacaridosis tipus VII (síndrome de Sly).
- Deficiència múltiple de sulfatases (MSD).
- Mucolipidosis tipus I, II, III i IV.

Les MPS I, II, IVA, VII i la MSD presenten en els primers anys de vida símptomes molt similars a l'MPS VI, pel que durant aquest temps el diagnòstic correcte de la malaltia esdevé complicat. Tot i això, podem distingir aquestes malalties basant-nos en diversos aspectes segons la malaltia:
- La MPS IVA es pot distingir per la laxedat dels lligaments.
- Els afectats per l'MPS I són menys afectats per l'opacitat corneal i perquè excreten amb l'orina a més de DS, sulfat d'heparan, fet que no es produeix en els afectats per MPS VI.
- La MSD es pot diferenciar per l'aparició de retard mental i la ictiosis.

### Diagnòstic prenatal
El diagnòstic prenatal es basa en l'anàlisi de l'activitat enzimàtica de l'ASB. Com a prova complementària es pot dur a terme una anàlisi de les mutacions conegudes per al fetus. Es tracten de proves invasives i que per tant posen en perill la vida del fetus, fet pel qual aquesta prova es fa només a aquelles famílies que ja tenen un fill afectat per MPS VI. El test diagnòstic es duu a terme en cèl·lules viables, com per exemple les cèl·lules del líquid amniòtic.

## Tractament
Fins fa poc temps, el suport terapèutic i el trasplantament de medul·la òssia van ser les úniques teràpies disponibles per a pacients amb MPS VI. Totes dues consisteixen en l'optimització de la salut en general, amb consells de nutrició, teràpia ocupacional i física, i maneig de les complicacions individuals dels símptomes, tals com la insuficiència respiratòria, que requereix oxigen i/o pressió positiva d'aire durant el son, opacitat corneal, que requereix el trasplantament, i disfuncions cardíaques, que requereixen medicació o trasplantament de vàlvules, entre d'altres.

### Trasplantament de medul·la òssia
El trasplantament de medul·la òssia ha estat limitat pels riscos de mort. Entre el 1982 i el 2007, es van registrar al Centre Internacional d'Investigació sobre el Trasplantament de Sang i Medul·la 45 pacients amb MPS VI d'arreu el món que havien rebut un trasplantament de cèl·lules mare hematopoiètiques al·logènic i tenien una supervivència del 67%. Encara que el nivell d'enzims ASB i de uGAG milloren, les anomalies esquelètiques segueixen sent difícils d'estabilitzar o corregir.

### Teràpia de reemplaçament enzimàtic
La teràpia de reemplaçament enzimàtic (TRE) és un tractament establert per a diverses malalties d'emmagatzematge lisosomal basat en la capacitat única d'algunes cèl·lules humanes per lligar i transportar enzims exògens als compartiments lisosomals. Es duu a terme gràcies a la tècnica del DNA recombinant. En el cas de MPS VI, l'ASB humà és produït i comercialitzat com el medicament Naglazyme (galsulfasa), que utilitza el receptor de manosa-6-fosfat per unir-se a la superfície cel·lular i participar en el tràfic intracel·lular als lisosomes, i substitueix eficaçment l'absència o deficiència de l'enzim ASB.
Per tal d'examinar l'efecte de la TRE en edats primerenques sobre la displàsia esquelètica i altres manifestacions de la malaltia, es van seguir un parell de germans amb MPS VI. El nadó, que va ser identificat abans d'hora a causa del coneixement que el primer fill havia estat diagnosticat amb MPS VI, va ser iniciat en la TRE durant els dos primers mesos de vida. Les observacions que es van extreure de l'estudi dels dos germans subratllen la necessitat crítica de diagnosticar i intervenir en els malalts com més aviat millor.
L'administració de la TRE de Naglazyme es realitza generalment en un entorn mèdic a causa del risc de reacció al·lèrgica i la necessitat de disposar de serveis especialitzats per col·locar una via intravenosa per a la infusió setmanal. A més, s'ha de tenir cura en considerar l'administració d'antihistamínics profilàctics per a la prevenció de reaccions associades amb la perfusió de la TRE, ja que pot provocar apnea del son greu.
Serà important en el futur comparar els resultats a llarg termini de pacients amb MPS VI tractats amb TCMH i els pacients tractats a una edat primerenca amb TRE.

## Pronòstic
El pronòstic depèn probablement de l'edat d'inici dels primers símptomes, la taxa de progressió de la malaltia, l'edat a l'inici del tractament amb TRE o TCMH i l'experiència del personal mèdic i quirúrgic que cura el pacient.
Tant si la malaltia progressa ràpida o lentament, els pacients poden patir danys irreversibles si la malaltia no es detecta i no és diagnosticada, i si en canvi, la iniciació de la TRE s'aplica a temps sobre el pacient, aquests poden patir una progressió positiva que generalment els permet sobreviure fins a trenta anys o més.
El Programa de Farmacovigilància Clínica (CSP Arxivat 2011-12-12 a Wayback Machine.) va ser establert per l'empresa BioMarin Pharmaceutical Inc. l'any 2005 per estudiar la història natural de la MPS VI en pacients tractats amb Naglazyme i pacients no tractats, tant en els Estats Units com en la Unió Europea per un període posterior a la posada en marxa de 15 anys. Les observacions fetes en aquest programa, que encara està en marxa, podrien donar una idea sobre l'efecte a llarg termini de la teràpia en els pròxims anys.